# Небојша Вишковић
Небојша Вишковић (Београд, 27. мај 1970) српски је новинар и спортски коментатор.

## Биографија
Рођен је 27. маја 1970. године у Београду. Вишковић је завршио вишу тренерску школу и ДИФ (Факултет спорта и физичког васпитања), а бавио се и подучавањем тениских почетника.
Као новинар је радио у спортском листу Спортски журнал. Од 1992. године се бави спортским новинарством, а специјалност му је тенис. Преносио је мечеве на Вимблдону. У каријери је велики печат оставио на некадашњем Трећем каналу. Био је спортски коментатор на Радио-телевизији Србије, радио је преносе с великих такмичења као што су Летње олимпијске игре и Светско првенство у фудбалу. Иако је најпрепознатљивији по преносу тениских мечева, ради преносе фудбалских утакмица, а раније и друге спортове попут гимнастике и бејзбола.
После одласка са РТС−а, ради на спортској телевизији Спорт клуб, који се емитује у Србији, Босни и Херцеговини, Црној Гори и Словенији од 2006. године. Заједно с колегом Иваном Говедарицом, води подкаст Wish&Go, који се бави темама у вези с тенисом.
Ожењен је с познатом ТВ водитељком Иваном Вишковић и имају сина Лава.